# NGC 4661
NGC 4661 (NGC 4650B) je eliptična galaktika u zviježđu Centauru. Naknadno je utvrđeno da je NGC 4650B ista galaktika.

## Vanjske poveznice
- (engl.) SEDS: NGC 4661
- (engl.) Revidirani Novi opći katalog
- (engl.) Izvangalaktička baza podataka NASA-e i IPAC-a
- (engl.) Astronomska baza podataka SIMBAD
- (engl.) VizieR